# Dégrad
En Guyane, le terme dégrad désigne un port ou un lieu de mise à l'eau de chargement et déchargement des embarcations. L'aménagement est souvent rudimentaire, voire a disparu.

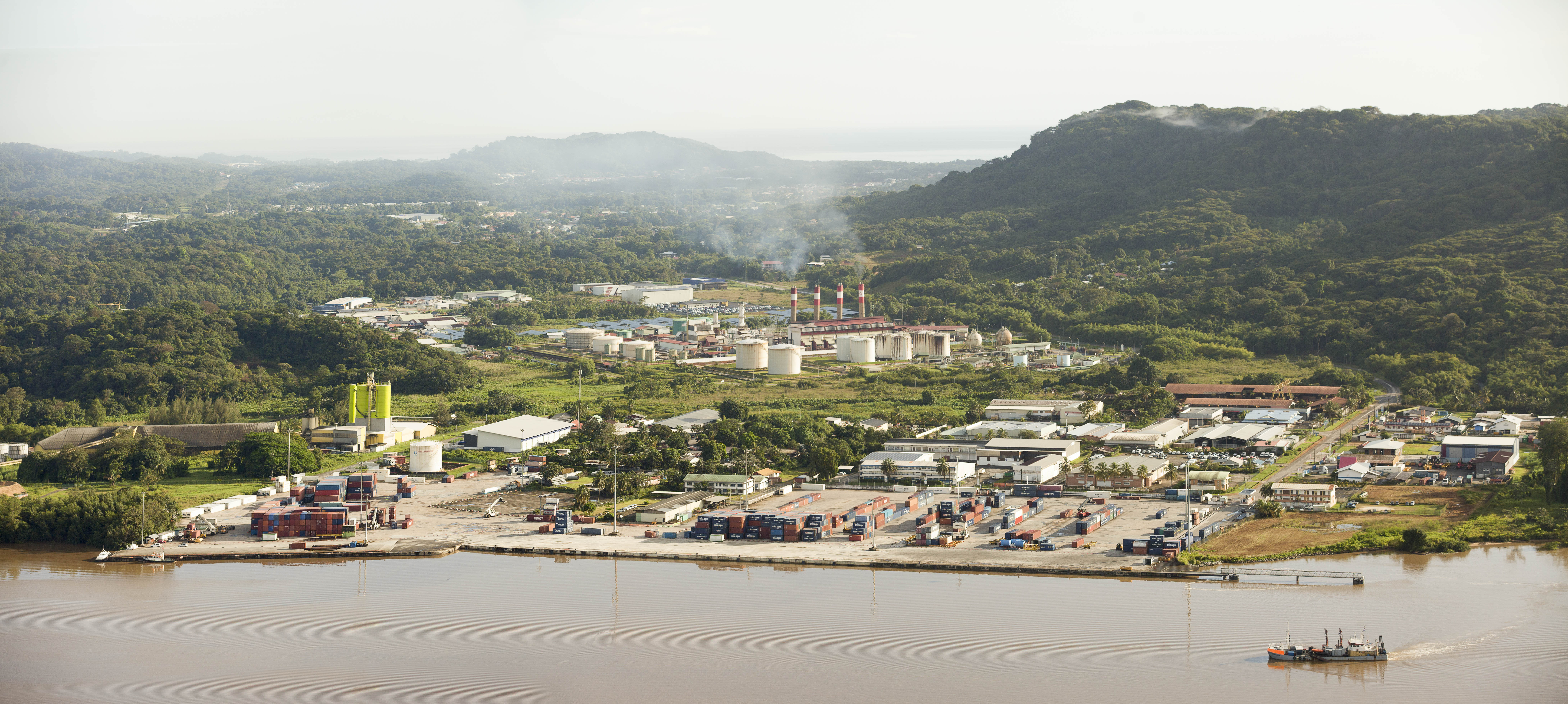
Port de dégrad des Cannes, à Cayenne.

## Liste de dégrads classés par communes

### Cayenne
- dégrad des Cannes, sur le fleuve Mahury. C'est le port de commerce de Cayenne.

### Kourou
- dégrad Saramaca, débarcadère de Kourou.

### Apatou
- dégrad Simon, sur la crique Saprouine, commune d'Apatou ;
- dégrad Clémançin, sur la crique Saprouine, commune d'Apatou ;
- dégrad Yaya, sur la crique Beïman, commune d'Apatou.

### Camopi
- dégrad Galoupa, sur le fleuve Oyapock, commune de Camopi ;
- dégrad Claude ou dégrad Émérillon, sur la crique Grand Tamouri, commune de Camopi. Elle constitue l'un des accès au chemin des Émerillons reliant le Maroni à l'Oyapok.

### Mana
- dégrad Dimanche, sur la crique Kokioko, commune de Mana.

### Saint Laurent du Maroni
- dégrad Neuf, sur la crique Dégrad Neuf, commune de Saint-Laurent-du-Maroni.

### Roura
- dégrad Corèze, sur la rivière Orapu, commune de Roura.

### Saül
- dégrad Samson (fleuve Mana, commune de Saül) ;
- dégrad Blanc (fleuve Mana, commune de Saül) ;
- dégrad Saint-Léon, sur la crique Saint-Léon, commune de Saül ;
- dégrad Saint-Éloi, sur la crique Saint-Éloi, commune de Saül ;
- dégrad Sardine, sur la crique Makwali, commune de Saül.

### Maripasoula
- dégrad Maraudeur, sur la crique Eau claire, commune de Maripasoula ;
- dégrad Francis, sur la rivière Grand Inini, commune de Maripasoula ;
- dégrad Nicole, sur la rivière Grand Inini, commune de Maripasoula) ;
- dégrad Fourmis, sur la rivière Grand Inini, commune de Maripasoula).